# Heike Warnickeová
Heike Warnickeová (* 1. června 1966 Výmar), rozená Schallingová, později provdaná Sinakiová, je bývalá východoněmecká a německá rychlobruslařka.
Na mezinárodních závodech se poprvé objevila v roce 1983, roku 1984 již startovala na Mistrovství světa juniorů (7. místo) a na Mistrovství Evropy (14. místo), v roce 1985 debutovala na světovém šampionátu ve víceboji (6. místo). Na jaře 1986 nastoupila do premiérového ročníku Světového poháru. V roce 1987 skončila pátá na Mistrovství Evropy a osmá na Mistrovství světa ve víceboji. V sezóně 1988/1989 se již pravidelně účastnila závodů Světového poháru (SP), přičemž celkové hodnocení na dlouhých tratích 3/5 km vyhrála. Největších úspěchů dosáhla v následujících letech, kdy se pravidelně umisťovala na předních příčkách v závodech SP na tratích 1500, 3000 a 5000 m (v sezóně 1990/1991 zopakovala celkové vítězství na tratích 3/5 km), získala několik stříbrných a bronzových medailí z vícebojařských světových a evropských šampionátů a v závodech na 3000 a 5000 m vybojovala na Zimních olympijských hrách 1992 stříbrné medaile. V dalších sezónách se na dlouhých tratích výkonnostně pohybovala většinou stále v první desítce, např. byla čtvrtá na distanci 5 km na Mistrovství světa na jednotlivých tratích 1997, zúčastnila se i Zimních olympijských her 1994 a 1998, kde však již úspěchů nedosáhla. Po sezóně 1997/1998 ukončila aktivní závodní kariéru.